# Bayán persa

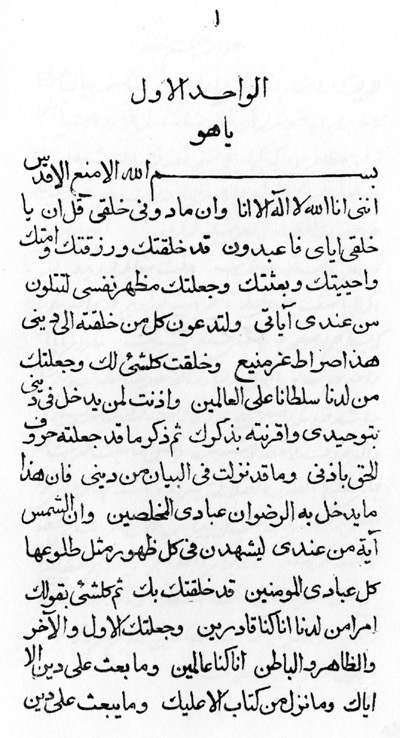
Arabic Bayan

El Bayán Persa (persa: بیان) es el libro sagrado del babismo y la obra principal de su fundador, el Báb. Su título queire decir "La exposición" y fue escrito en persa por el Báb mientras estaba prisionero en la fortaleza conocida como Maku. El Bayán Persa está compuesto de nueve vahíds (unidades) con diecinueve capítulos cada una haciendo un total de ocho mil versículos.